# شليان (مذيخرة)

تعديل مصدري - تعديل

شليان محلة تابعة لقرية المراونة، التابعة لعزلة حليان بمديرية مذيخرة إحدى مديريات محافظة إب في الجمهورية اليمنية، بلغ تعداد سكانها 47 حسب تعداد اليمن لعام 2004.